# Sérgio Guedes
Ivanílton Sérgio Guedes, detto Sérgio o Sérgio Guedes (Rio Claro, 7 novembre 1962), è un allenatore di calcio ed ex calciatore brasiliano, di ruolo portiere, tecnico del Portuguesa Santista.

## Carriera

### Club
Dopo il debutto a 21 anni con la maglia dell'Araçatuba, si trasferì al Ponte Preta, con cui giocò cinque anni, prima di trasferirsi alla prima squadra importante della sua carriera, il Santos. Dopo quattro anni alla squadra dello stato di San Paolo, si trasferì prima al Goiás e successivamente al Cruzeiro, con il quale vinse la Coppa del Brasile 1993. Nel 1994 passò all'Internacional, vincendo il Campeonato Gaúcho, mentre nel 1995 passò al Botafogo. Dopo aver giocato in varie altre squadre, tra cui il São José, nel 1998 passò all'América, con cui vinse due volte la Série B. Si ritirò nel 2002 con la maglia del Sãocarlense.

### Nazionale
Con la Nazionale brasiliana giocò 4 partite, dal 1991 al 1992, venendo incluso nella rosa dei convocati per la Copa América 1991.

## Palmarès

### Club

#### Competizioni nazionali
- Campionato brasiliano di seconda divisione: 2

América: 1998, 2000
- Coppa del Brasile: 1

Cruzeiro: 1993
- Campeonato Gaúcho: 1

Internacional: 1994